# Musée du Père Frédéric Janssoone
Pour les articles homonymes, voir Frédéric Jansoone et Jansoone.
Le musée du Père Frédéric Janssoone est un musée consacré à Frédéric Jansoone situé à Trois-Rivières, au Québec. Le Bon père Frédéric a été béatifié par Jean-Paul II le 25 septembre 1988.
C'est un bienheureux catholique célébré le 5 août au Canada et le 4 août ailleurs. Le musée occupe la chapelle conventuelle Saint-Antoine de l'église Notre-Dame-des-Sept-Allégresses.

## Annexes

Logo du musée.
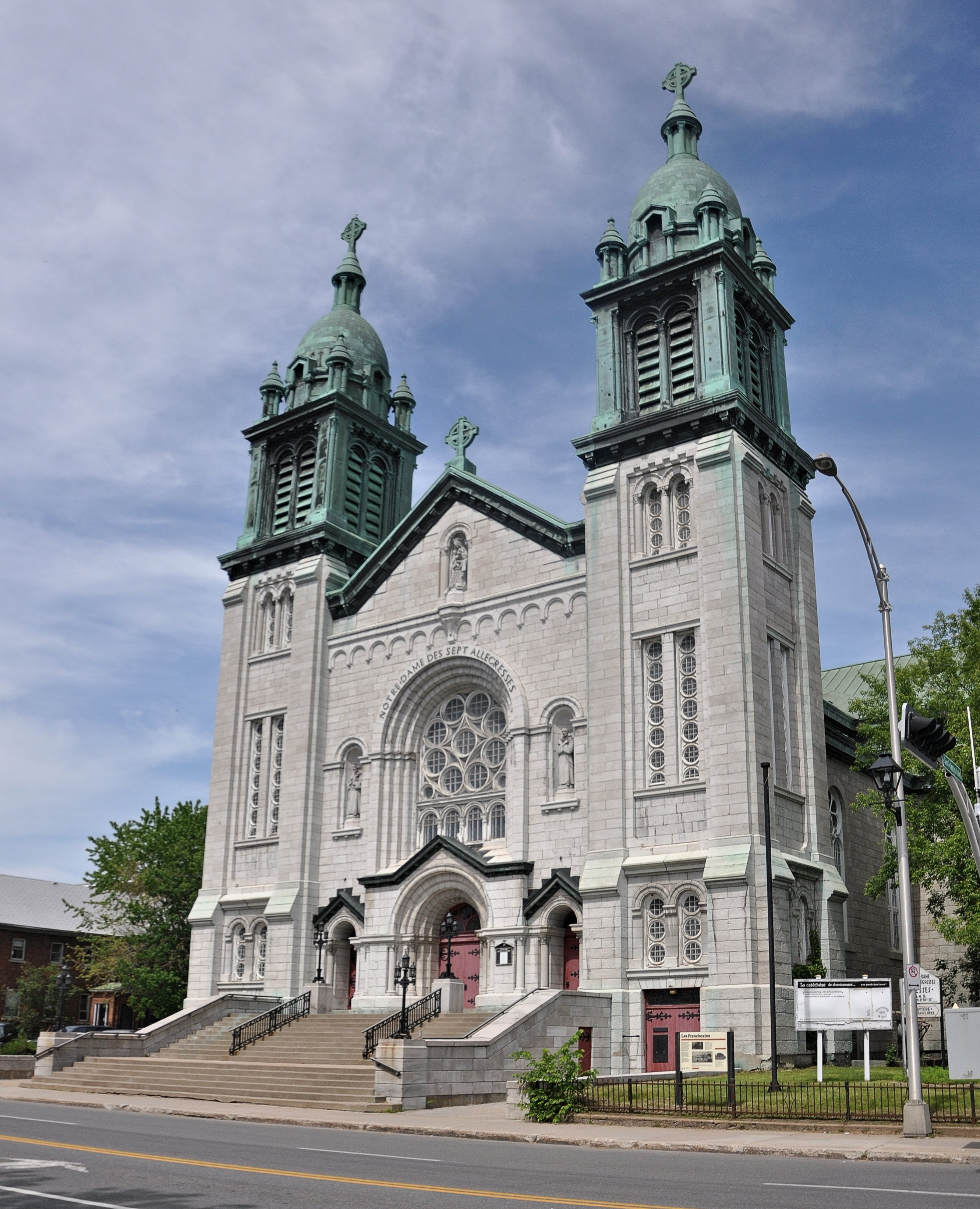
Église Notre-Dame-des-Sept-Allégresses.
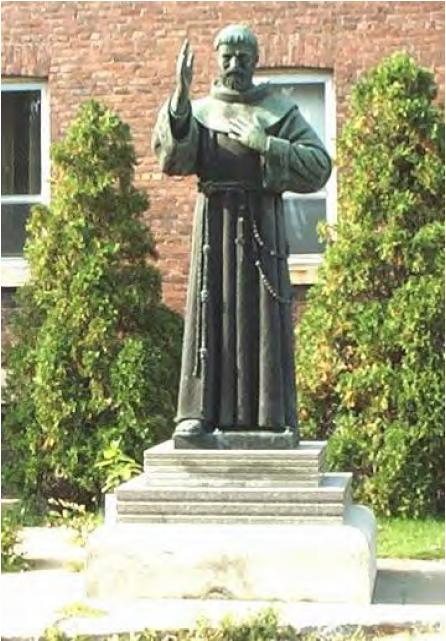
Père Frédéric.